# Jinchang
Jinchang (chiń. 金昌; pinyin Jīnchāng) – miasto o statusie prefektury miejskiej w Chinach, w prowincji Gansu. W 2010 roku liczba mieszkańców miasta wynosiła 152 755. Prefektura miejska w 1999 roku liczyła 440 043 mieszkańców.

## Podział administracyjny
Prefektura miejska Jinchang podzielona jest na:
- dzielnicę: Jinchuan,
- powiat: Yongchang.